# Murina florium
Murina florium es una especie de murciélago de la familia Vespertilionidae.

## Distribución geográfica
Se encuentra en Australia, Indonesia y Papúa Nueva Guinea.